# Adoracja Najświętszego Sakramentu

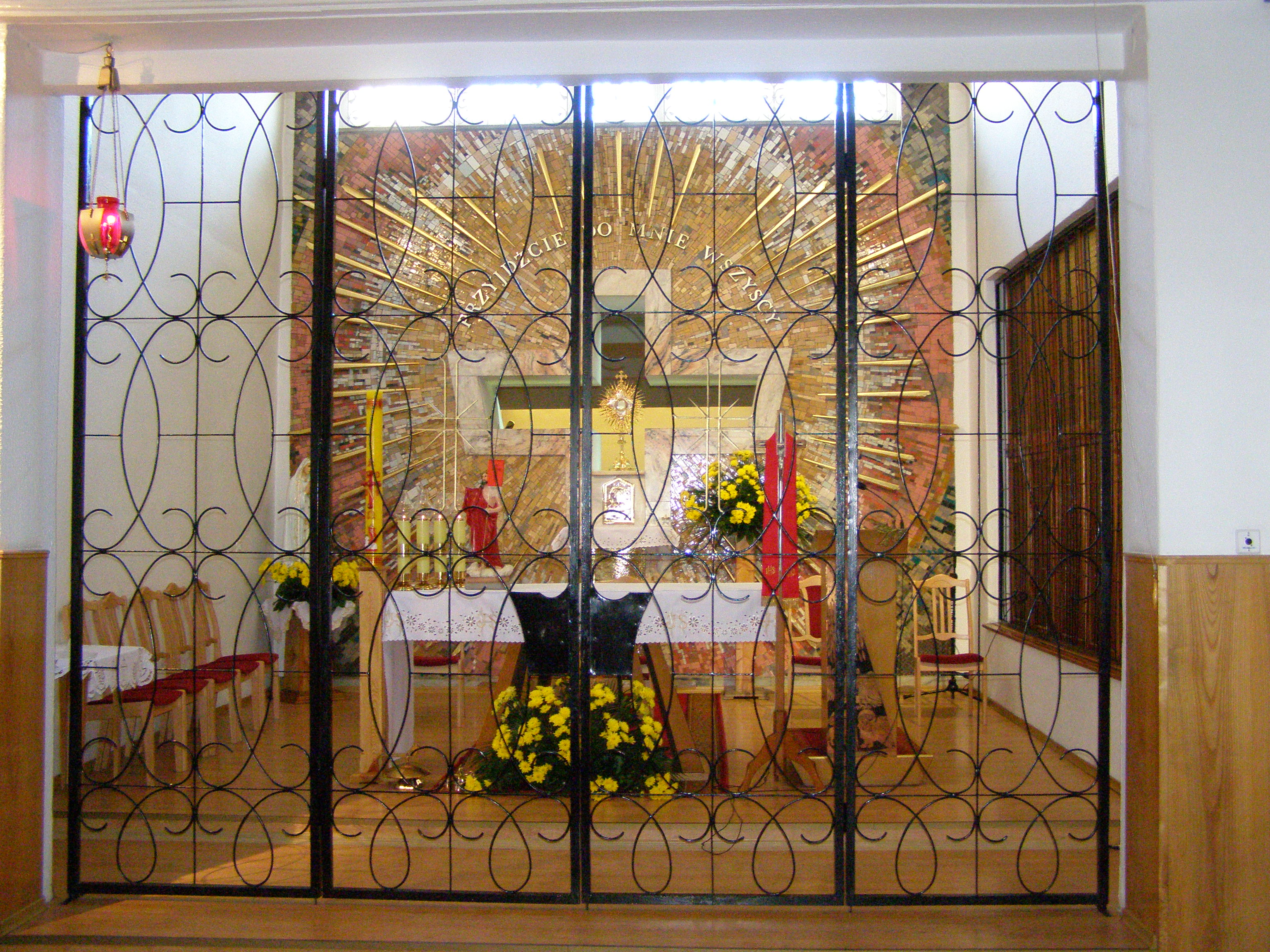
Kaplica adoracji w domu Mniszek klarysek w Bydgoszczy

Adoracja Najświętszego Sakramentu (z łac. adoratio – oddawanie czci, uwielbienie) – w katolicyzmie (a także w nurcie anglokatolickim w anglikanizmie): oddawanie czci Bogu, który – zgodnie z doktryną – obecny jest w Najświętszym Sakramencie wystawionym w monstrancji, odkrytej puszce z Najświętszym Sakramentem lub też w tabernakulum. 

## Adoracja a inne rodzaje czci
Adoracja w sensie religijnym nie przysługuje świętym, relikwiom, przedmiotom. W języku polskim mówi się wprawdzie o „adoracji” krzyża, co ma miejsce w Wielki Piątek. Wierni podchodzą i całują wtedy krzyż, oddając w ten sposób cześć krzyżowi, na którym umarł Jezus Chrystus. Nie jest to jednak taka sama cześć jak ta, którą oddaje się Najświętszemu Sakramentowi (według prawa kanonicznego wobec Najświętszego Sakramentu należy uklęknąć, gdy wobec krzyża wystarczy skłon głowy).
W języku angielskim rozróżnia się:
- adoration – dotyczy Boga;
- veneration – cześć oddawana przedmiotom i świętym, np. ta oddawana krzyżowi w Wielki Piątek to Veneration of the Cross .

## Adoracja w religii mariawickiej
Szczególne znaczenie posiada adoracja Przenajświętszego Sakramentu w mariawityzmie:
- każdy mariawita ma obowiązek odprawiana adoracji eucharystycznej przynajmniej raz w miesiącu;
- osoby zakonne powinny praktykować ją codziennie.

W Kościołach tej tradycji wykształciły się różne jej formy:
- adoracja miesięczna;
- adoracja tygodniowa;
- adoracja całodobowa;
- adoracja młodzieżowa.